# BYD F6DM

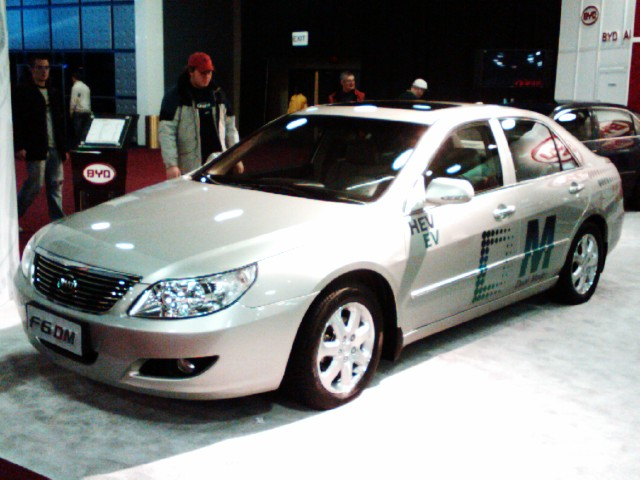
El BYD F6DM es un prototipo de automóvil híbrido enchufable presentado en el Salón del Automóvil de Detroit de 2008.

El BYD F6DM es un prototipo de automóvil híbrido enchufable sedán del segmento C fabricado por la empresa china BYD Auto. El F6DM fue introducido en el Salón del Automóvil de Detroit de 2008.